# Соловьёв, Евгений Степанович
Евгений Степанович Соловьёв (1 января 1931, Валуйки, Центрально-Чернозёмная область — 7 июля 1978, Криуша, Рязанская область) — советский военный лётчик, заслуженный лётчик-испытатель СССР, Герой Советского Союза (дата указа 22.07.1966).

## Биография

Могила Соловьёва на Быковском кладбище Жуковского

В 1945 году окончил Одесскую спецшколу ВВС, а затем, в 1952 году, Чугуевское военное авиационное училище лётчиков и Высшую офицерскую авиационно-инструкторскую школу ВВС (город Грозный). До 1956 года был лётчиком-инструктором Чугуевского военного авиационного училища, потом до 1958 года служил в строевых частях ВВС, после чего уволился в запас.
С 1958 по 1959 год работал в Лётно-исследовательском институте. В 1958 году поступил в Школу лётчиков-испытателей Министерства авиационной промышленности, по окончании которой был направлен лётчиком-испытателем 3 класса на Московский машиностроительный завод им. П. О. Сухого. В 1966 году окончил Жуковский филиал Московского авиационного института.

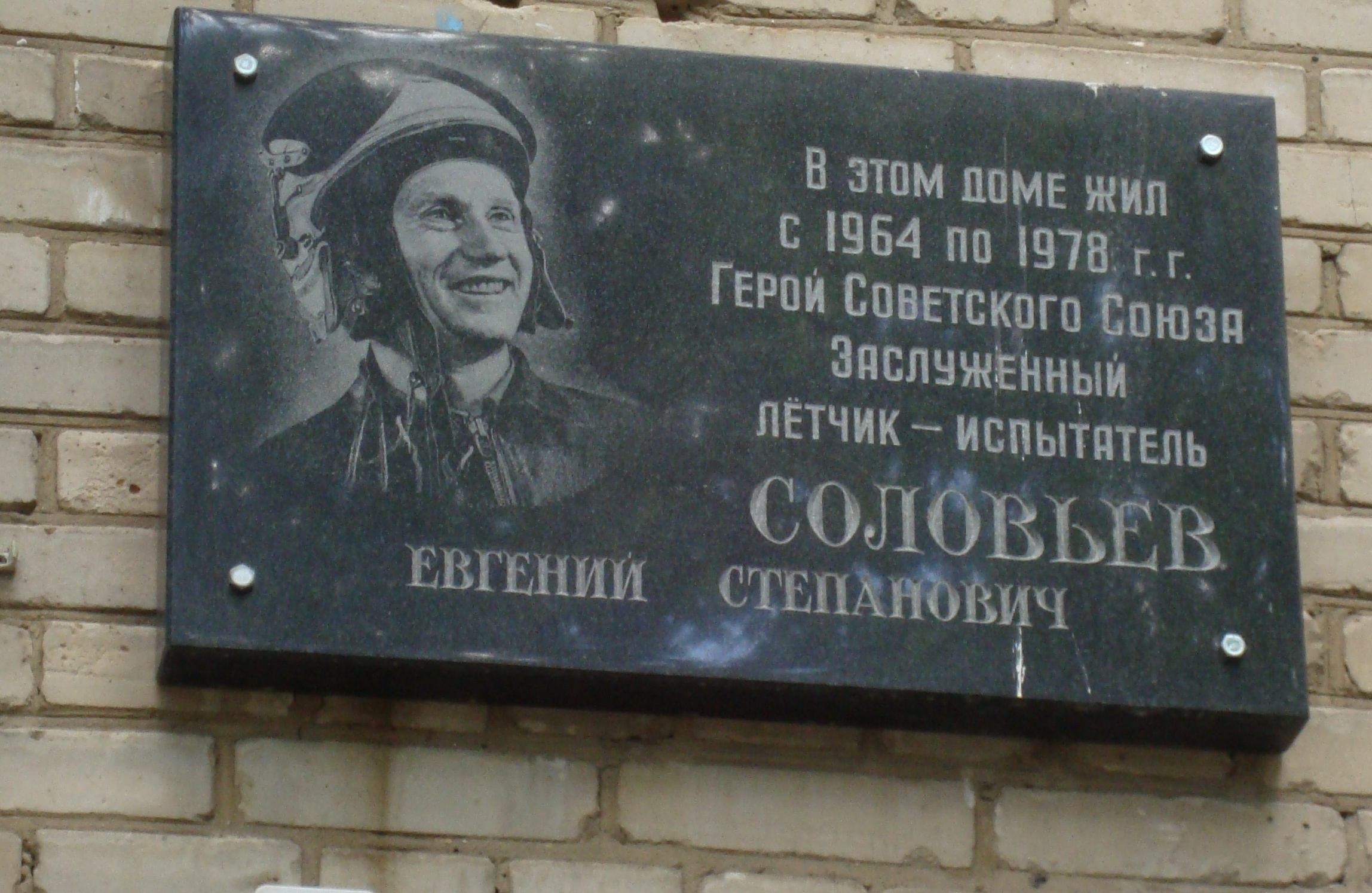
ул. Маяковского. Жуковский. Памятная доска

На протяжении двадцати лет проводил лётные испытания опытных прототипов и модификаций самолётов ОКБ Сухого: Су-7, Су-9, Су-11, Су-15, Су-17, Су-20/22, Су-24, Су-25, Су-27.
7 июля 1978 года погиб при исследовании устойчивости-управляемости опытного самолёта Су-27 (Т-10-2): на сверхзвуковом режиме — обвальная продольная раскачка, за 2,5 сек. ПОЛНОЕ разрушение конструкции.
Был женат. Сын Игорь после окончания Харьковского ВВАУЛ, Московского авиационного института и Школы лётчиков-испытателей Министерства авиационной промышленности — также с 1989 года работал лётчиком-испытателем ОКБ Сухого Выпускники ШЛИ — 1989.

## Награды и звания
- Герой Советского Союза (медаль № 10709)
- ордена и медали

## Память

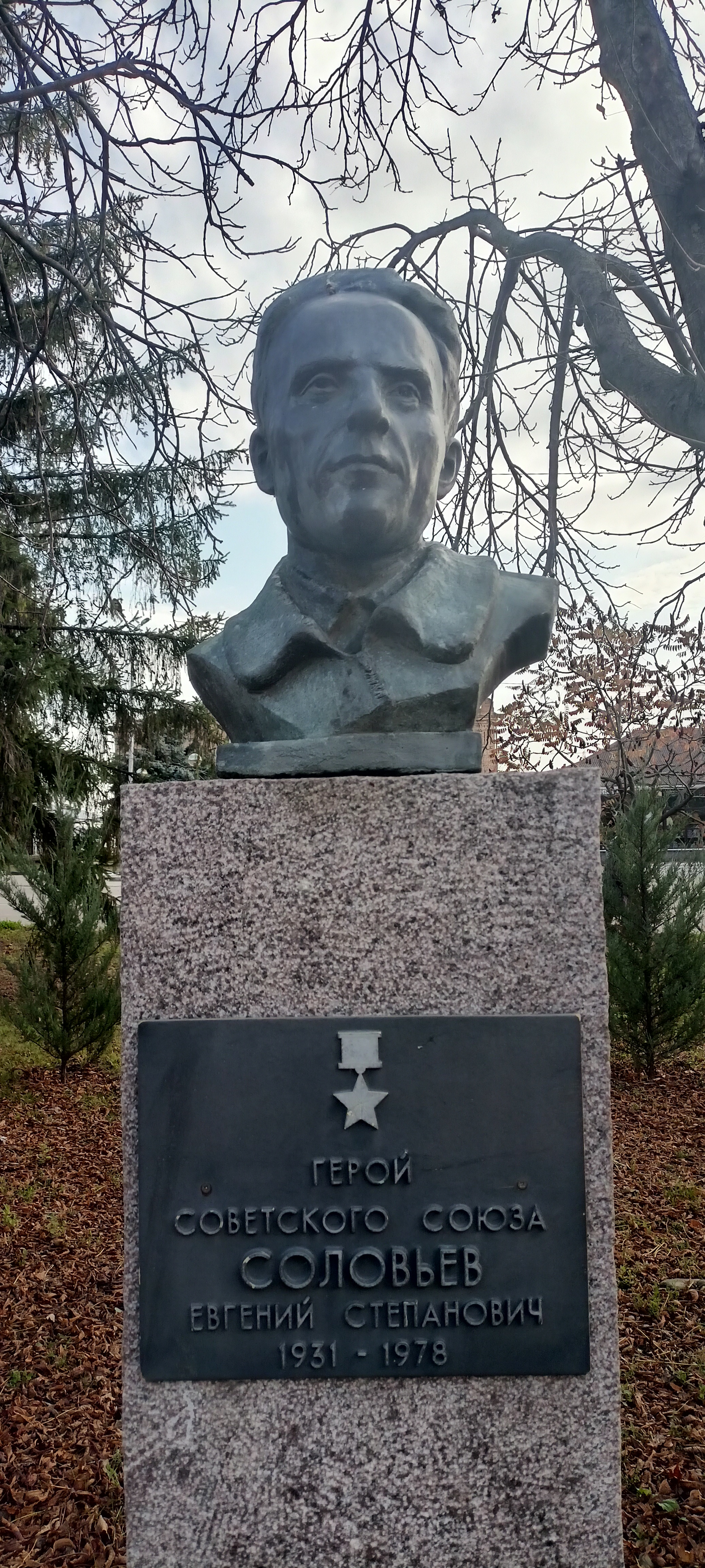
Бюст на Аллее Героев в Валуйках

- Памятная доска установлена в Жуковском Московской области, на улице Маяковского на доме, где жил Евгений Степанович Соловьёв[4]
- Бюст на Аллее Героев в Валуйках.